# Juanita Banana
Juanita Banana é uma telenovela filipina produzida e exibida pela ABS-CBN, cuja transmissão ocorreu em 2010.

## Elenco
- Bianca Manalo - Juanita Villa
- Lito Pimentel - Val Villa
- Trina Legaspi - Daldit Villa